# Musée de la Bible Ernst Glück
Le musée de la Bible Ernst Glück (en letton : Ernsta Glika Bībeles muzejs) est un musée chrétien situé à Alūksne en Lettonie.
Il s'agit du bâtiment dans lequel Johann Ernst Glück a traduit la Bible en langue lettone en 1694. En 1990, le bâtiment ouvre en tant que musée pour honorer son travail. Il abrite une première édition de la Bible de Glück, ainsi que d'autres traductions.
Glück vivait dans le bâtiment avec sa famille. Ils ont également accueilli une orpheline nommée Marta Skowrońska qui est devenue Catherine Ire.
La ville abrite aussi deux chênes que Glück a plantés lorsqu'il achevait la traduction de l'Ancien Testament et du Nouveau Testament.